# Anis Lounifi
Anis Lounifi (arabisch أنيس الونيفي, DMG Anīs al-Wanīfī; * 7. Januar 1978) ist ein ehemaliger tunesischer Judoka und späterer Judotrainer. Er war 2001 der erste afrikanische Judoweltmeister.

## Sportliche Karriere
Der 1,68 m große Anis Lounifi kämpfte im Superleichtgewicht, der Gewichtsklasse bis 60 Kilogramm, und im Halbleichtgewicht, der Gewichtsklasse bis 66 Kilogramm.
1999 war Lounifi im Halbleichtgewicht aktiv. Bei den Afrikaspielen 1999 in Johannesburg erreichte er das Finale und erhielt die Silbermedaille hinter dem Algerier Amar Meridja. Bei den Weltmeisterschaften 1999 in Birmingham verlor er seinen Auftaktkampf gegen den Briten David Somerville. Im Jahr 2000 gewann Lounifi in Algier den Afrikameistertitel im Superleichtgewicht. Bei den Olympischen Spielen 2000 in Sydney trat er im Halbleichtgewicht an, schied aber in seinem ersten Kampf gegen den Japaner Yukimasa Nakamura aus.
Bei den Weltmeisterschaften 2001 in München bezwang er im Superleichtgewicht in seinen ersten drei Kämpfen den Briten John Buchanan, den Slowaken Marek Matuszek und den Kubaner Manolo Poulot. Im Viertelfinale besiegte er den Iraner Masoud Haji Akhondzadeh und im Halbfinale den Japaner Kazuhiko Tokuno. Mit seinem Finalsieg über den Belgier Cédric Taymans gewann er als erster Afrikaner einen Weltmeistertitel im Judo. Im Herbst 2001 siegte Lounifi auch bei den Mittelmeerspielen in Tunis, wo er den einzigen Titel für die Gastgebernation gewann.
2002 siegte Lounifi bei den Afrikameisterschaften in Kairo im Halbleichtgewicht, im Finale bezwang er Amar Meridja. Auch im Jahr 2003 kämpfte Lounifi bei internationalen Turnieren im Halbleichtgewicht, für die Weltmeisterschaften 2003 in Osaka hungerte er sich wieder ins Superleichtgewicht herunter. Er bezwang im Achtelfinale den Japaner Tadahiro Nomura und im Viertelfinale den Israeli Gal Yekutiel. Nach seiner Halbfinalniederlage gegen den Südkoreaner Choi Min-ho gewann er den Kampf um eine Bronzemedaille gegen den Nordkoreaner Pak Nam-choi. 2004 erkämpfte Lounifi bei den Afrikameisterschaften in Tunis eine Bronzemedaille im Halbleichtgewicht. Bei den Olympischen Spielen in Athen gewann er seinen ersten Kampf im Superleichtgewicht gegen Pak Nam-choi. In seinem zweiten Kampf schied er gegen den Russen Jewgeni Stanew aus. 2005 wurde Anis Lounifi in Port Elizabeth noch einmal Dritter der Afrikameisterschaften.
Nach seiner Karriere wurde Lounifi Judotrainer und wirkte in seinem Land als Nationaltrainer. 2018 wurde er in die Hall of Fame der International Judo Federation aufgenommen.